# Daniel Elsner
Daniel Elsner (* 4. Januar 1979 in Memmingerberg) ist ein ehemaliger deutscher Tennisspieler.

## Karriere
Elsner feierte seine größten Erfolge bei den Junioren. Er galt zu diesem Zeitpunkt als potentieller Nachfolger von Boris Becker. So gewann er 1996 die US Open der Junioren und stand im Jahr darauf bei den drei anderen Grand-Slam-Turnieren im Junioren-Finale. Dabei konnte er die Australian Open und die French Open ebenfalls zu seinen Gunsten entscheiden, im Wimbledon-Finale unterlag er Wesley Whitehouse. Damit war er bei vier Grand-Slam-Turnieren in Folge im Finale.
In seiner 1997 beginnenden Profikarriere konnte er an diese Erfolge nicht mehr anknüpfen. Er erreichte als beste Platzierung am 23. Oktober 2000 den 92. Platz der Tennisweltrangliste. Er gewann sechs Turniere auf der ATP Challenger Tour, konnte auf der ATP Tour aber kein Finale erreichen. 2008 spielte er sein letztes Profimatch.

## Erfolge
| Legende                                               |
| Grand Slam                                            |
| Tennis Masters Cup                                    |
| ATP Masters Series                                    |
| ATP Championship Series ATP International Series Gold |
| ATP World Series ATP International Series             |
| ATP Challenger Series (6)                             |

### Einzel

#### Turniersiege
| Nr. | Datum              | Turnier             | Belag | Finalgegner          | Ergebnis      |
| --- | ------------------ | ------------------- | ----- | -------------------- | ------------- |
| 1.  | 18. Juni 2000      | Weiden              | Sand  | Filip Dewulf         | 6:1, 7:65     |
| 2.  | 24. August 2003    | Mönchengladbach     | Sand  | Irakli Labadse       | 6:1, 2:6, 6:3 |
| 3.  | 7. September 2003  | Brașov (1)          | Sand  | Răzvan Sabău         | 6:2, 6:1      |
| 4.  | 4. Juli 2004       | Zell am Harmersbach | Sand  | Dieter Kindlmann     | 6:3, 6:1      |
| 5.  | 11. September 2005 | Brașov (2)          | Sand  | Daniel Gimeno Traver | 7:5, 6:2      |
| 6.  | 21. Mai 2006       | Zagreb              | Sand  | Victor Crivoi        | 4:6, 6:1, 6:2 |